# جزر سيال
جزر سيال هي مجموعة من الجزر الواقعة قبالة ساحل مثلث حلايب جنوب مصر،

## البيئة
الجزر هي جزء من جبل علبة في مصر، وهي موطن للنورس أبيض العين. الجزر محاطة بالصخور والشعاب المرجانية، ولها سطح رملي به القليل من النباتات البحرية. يجمع الصيادون المحليون، المنحدرون من شعوب هتيم بحسب جيمس ريموند ولستد، بيض السلاحف والطيور من المنطقة المحيطة.